# 사브리 사르올루
사브리 사르올루(튀르키예어: Sabri Sarıoğlu , 1984년 7월 16일 ~ )는 튀르키예의 전 축구 선수이다.
2001년 갈라타사라이 SK에서 데뷔했으나 경기에는 나오지 못했다. 2003년 5월 4일 트라브존스포르를 상대로 데뷔전을 가졌으며 2006년 12월 10일 갈라타사라이 SK에서의 100번째 경기를 뛰었다. 그의 등번호 55번은 그의 고향 삼순의 자동차 등록 번호인 55번을 딴 것이다.
그는 또한 터키 축구 국가대표팀의 주전 선수이기도 하다. 유로 2008에 출장한 그는 1개의 도움을 기록했다. 국가대표팀에서의 등번호는 20번이다.

## 참조
1. ↑  http://www.galatasaray.org